# Єва Ліліан Нзаро
Пані Єва Ліліан Нзаро (англ. Eva Lilian Nzaro) — танзанійський політик і дипломат. Надзвичайний і Повноважний Посол Танзанії в Україні за сумісництвом (1998—2002).

## Життєпис
У 60-х роках закінчила Ленінградський державний університет.
До 1998 року була Директором Департаменту з Азії та Австралії в Міністерстві закордонних справ та міжнародних відносин Танзанії. 
У 1998—2002 рр. — працювала на посаді Надзвичайного і Повноважного Посла Об'єднаної Республіки Танзанія в РФ, вірчі грамоти вручила 28 травня 1998 року Борису Єльцину, з акредитацією в Україні, Грузії, Білорусі та в інших країнах СНД.
У 2002—2007 рр. — Верховний комісар Об'єднаної Республіки Танзанія в Індії, з акредитацією Сінгапурі, Шрі-Ланці, Непалі та у Бангладеш